# 어번 심포니
어번 심포니(Urban Symphony)는 에스토니아의 걸 그룹이다. 유로비전 송 콘테스트 2009에서 에스토니아 대표로 참가했다.